# Его Фред Густавович
Фред (Фрідріх) Густавович Его (Іонелайт) (нар. 1887, місто Вільно, тепер Вільнюс, Литва — розстріляний 3 квітня 1938, місто Москва, Російська Федерація) — радянський діяч, голова Орловської ради, член ВЦВК і ВУЦВК. Член Центральної контрольної комісії ВКП(б) у 1930—1934 роках.

## Біографія
Народився в родині робітника. Освіта середня.
Член РСДРП(б) з 1917 року.
У 1918 році — голова Орловської ради робітничих і солдатських депутатів, член Орловського міського комітету ВКП(б).
З 1918 до 1922 року — в Червоній армії, комісар Першого інтернаціонального батальйону, учасник громадянської війни в Росії.
Потім перебував на відповідальній радянській роботі.
У 1923—1925 роках — секретар Київської губернської контрольної комісії КП(б)У.
На 1925—1926 роки — заступник голови правління Всеукраїнської спілки споживчих товариств «Вукоопспілка» та голова Українського центрального робітничого кооперативу (Укрцеробкоопу).
У 1926 році — в.о. члена президії Державної планової комісії Української СРР.
На 1927—1929 роки — заступник голови виконавчого комітету Одеської окружної ради — голова Одеської окружної планової комісії.
У 1929—1933 роках — керівник групи Народного комісаріату робітничо-селянської інспекції СРСР.
З 1933 до грудня 1937 року — керуючий тресту «Огнеупоры» Народного комісаріату важкої промисловості СРСР.
22 листопада 1937 року заарештований органами НКВС. Засуджений Воєнною колегією Верховного суду СРСР 3 квітня 1938 року до страти, розстріляний того ж дня. Похований на полігоні «Комунарка» біля Москви.
25 травня 1957 року посмертно реабілітований.

## Нагороди
- орден Леніна (23.03.1935)